# Nauris Petkevičius
Nauris Petkevičius (Kaunas, 19 de febrero de 2000) es un futbolista lituano que juega en la demarcación de delantero para el F. K. Sūduva de la A Lyga.

## Selección nacional
Tras jugar en distintas categorías inferiores de la selección, finalmente hizo su debut con la selección de fútbol de Lituania en un encuentro de la Liga de Naciones de la UEFA 2022-23 contra Luxemburgo que finalizó con un resultado de 0-2 a favor del combinado luxemburgués tras un doblete de Danel Sinani.

## Clubes
| Club                     | País     | Año       | Partidos | Goles |
| ------------------------ | -------- | --------- | -------- | ----- |
| FC Stumbras              | Lituania | 2016-2017 | 17       | 0     |
| Lille O. S. C. II        | Francia  | 2017-2020 | 0        | 0     |
| FC Hegelmann             | Lituania | 2020-2021 | 36       | 18    |
| Royal Charleroi S. C.    | Bélgica  | 2022      | 4        | 0     |
| Royal Charleroi S. C. II | Bélgica  | 2022      | 2        | 0     |
| K Beerschot VA           | Bélgica  | 2022      | 5        | 0     |
| F. K. Žalgiris           | Lituania | 2023      | 11       | 0     |
| FC Hegelmann             | Lituania | 2023      | 17       | 1     |
| FA Šiauliai              | Lituania | 2024      | 22       | 6     |
| F. K. Sūduva             | Lituania | 2025-     | 9        | 2     |

## Palmarés

### Títulos nacionales
| Título                | Club           | País     | Año  |
| --------------------- | -------------- | -------- | ---- |
| Supercopa de Lituania | F. K. Žalgiris | Lituania | 2023 |